# Ristia tigrina
Ristia tigrina is een vlinder uit de onderfamilie Satyrinae van de familie Nymphalidae. De wetenschappelijke naam van de soort is voor het eerst geldig gepubliceerd in 1936 door Gagarin. Deze naam is mogelijk een synoniem van Caenoptychia boulleti Le Cerf, 1919.